# Jotnar
Jotnar melodisk dødsmetal-band fra Gran Canaria (Spanien) stiftet i 2008.

## Medlemmer
- Mario Infantes (Vokal)
- Ben Melero (Guitar)
- Elhadji N'Diaye (Guitar & Vokal)
- Octavio Santana (Bass)
- José Rodriguez (Trommer)

### Tidligere medlemmer
- Misael Montesdeoca (Vokal)
- Eduardo Rodriguez (Vokal)

## Diskografi
- 2012 – Giant (EP)
- 2017 – Connected/Condemned

## MV
- I Am Giant (Director's cut) - 2012
- Perfect Lie (Lyric video) - 2013
- In Process (Live video) - 2014
- Connected/Condemned - 2016
- Broken Esteem (feat. Björn "Speed" Strid) - 2017